# Tarentola chazaliae
La salamanquesa de casco o geco de casco (Tarentola chazaliae) es un pequeño lagarto terrestre de la familia de los Gekkonidae extendido desde el sur de Marruecos, Mauritania y el oeste del Sahara hasta Senegal. Su inclusión entre los Tarentola no está clara, y en ocasiones ha sido incluido entre los Geckonia, siendo el único representante del género. Existe cierta discusión al respecto, pero desde 2002 y a raíz de varios análisis de ADN tiende a situárselo en el primer género. Fue clasificado por primera vez como Tarentola por François Mocquard en 1895. 

## Descripción
Mide entre 6-9 cm, aunque las hembras son ligeramente mayores y se caracteriza por su cabeza abultada y con forma semejante a un casco, que le otorga su nombre. Los machos también disponen de un abultamiento en la cola en la zona genital. Su piel es de un color gris o castaño claro a oscuro, variando de intensidad ligeramente para camuflarse. Posee varias motas más oscuras en el dorso, que es recorrido en lomo por una línea longitudinal de manchas blancas.

## Hábitat y comportamiento
Es un animal eminentemente nocturno, aunque en ocasiones sale durante los días soleados. Es propio de las zonas costeras rocosas, y es raro que se alejen del mar más de 5 km. Al contrario que la mayor parte de los miembros de su género, las salamanquesas de casco son terrestres y se les han atrofiado sus láminas adhesivas en los dedos, aunque son capaces de trepar por troncos y piedras.
Pone entre 1-2 huevos con 6 puestas anuales. Se alimenta básicamente de insectos.
Recientemente Lina Roth y Almut Kelber de la Universidad de Lund, Suecia, han descubierto que con poca luz la Salamanquesa de Casco tiene una visión en color, y es capaz de distinguir los colores azul, verde y ultravioleta.